# CyberCode
CyberCode é um código 2D para aumentar a realidade. Onde uma imagem 2D composta dos tons preto e branco é usada como referência. Esta, orienta o posicionamento da imagem 2D ou modelo 3D a ser inserido na cena, podendo ser manipulado pelo deslocamento da imagem 2D de referência e proporcionando ao usuário meios de manipular a realidade aumentada.